# الادیو ریس
الادیو ریس (اسپانیایی: Eladio Reyes‎؛ زادهٔ ۸ ژانویهٔ ۱۹۴۸) بازیکن فوتبال اهل پرو بود.
از باشگاه‌هایی که در آن بازی کرده‌است می‌توان به باشگاه فوتبال آلیانزا لیما، باشگاه فوتبال دپورتیوو مونیسیپال، و باشگاه ورزشی دیپورتیوو کالی اشاره کرد.
وی همچنین در تیم ملی فوتبال پرو بازی کرده‌است.